# Trachylepis ivensii
Trachylepis ivensii är en ödleart som beskrevs av  Bocage 1879. Trachylepis ivensii ingår i släktet Trachylepis och familjen skinkar. Inga underarter finns listade i Catalogue of Life.